# Estádio Moreira Rebello
Estádio Moreira Rebello – stadion piłkarski, w Cachoeiro de Itapemirim, Espírito Santo, Brazylia, na którym swoje mecze rozgrywa klub Cachoeiro Futebol Clube.